# March of America Facsimile Series
Die March of America Facsimile Series ist eine US-amerikanische Faksimilereihe der Amerikanistik.

## Kurzeinführung
Bei der englischsprachigen Faksimile-Reihe handelt sich um eine Sammlung verschiedenartiger Werke verschiedener Autoren über Amerika, die in einer Art Versuch einer Gesamt(rück)schau auf die amerikanische Geschichte zusammengestellt wurde, größtenteils um anerkannte Monographien usw., worunter sich viele Klassiker der Amerikanistik befinden. Sie erschien bei University Microfilms, Inc. (Division of Xerox) in Ann Arbor, University of Michigan, im Jahr 1966.
Band 29 beispielsweise, mit dem Titel King Philip's War narratives, ist eine Sammlung von fünf Originalerzählungen, die den Krieg zwischen den indianischen Stämmen Neuenglands und den englischen Kolonisten, bekannt als King Philip’s War, beschreiben. Diese Originaldokumente, die alle von Kolonisten verfasst wurden, „bringen den schrecklichen Preis, den sowohl die Kolonisten als auch die Indianer zu zahlen hatten, sehr anschaulich zum Ausdruck“ (aus dem Vorwort).
Die Reihe umfasst 100 Nummern mit einer kritischen Bibliographie von Albert T. Klyberg als Band 101. Die Reihe ist vergleichbar mit der Reprintreihe wie der Cass Library (vgl. z. B. Cass Library of African Studies und Cass Library of West Indian Studies). Die folgende Übersicht erhebt keinen Anspruch auf Aktualität oder Vollständigkeit (Titel und Verfasser werden überwiegend in Kurzform wiedergegeben):

## Bände
- 1 Epistola de insulis nuper inventis von Christopher Columbus, Leandro di Cosco, Frank Egleston Robbins
- 2 Cosmographiae Introductio von Waldseemüller
- 3 A Treatyse of the Newe India von Münster
- 4 Decades of the Newe World von Anghiera
- 5 Divers Voyages Touching the Discoverie of America von Hakluyt
- 6 The Conquest of West India von De Gomara
- 7 The Conquest of Mexico von Del Castillo
- 8 The Spanish Colonie von Las Casas
- 9 Relation of Nunez Cabeza de Vaca von De Vaca
- 10 Navigations and Discoveries von Cartier
- 11 The World Encompassed von Drake
- 12 Virginia Richly Valued von Hakluyt
- 13 The Journey of Coronado, 1540–1542, von Pedro de Castañeda
- 14 The Relation of David Ingram von Hakluyt
- 15 Thomas Hariot's Virginia von De Bry
- 16 The Discoverie of Virginia von Brereton
- 17 Prosperous Voyage von Rosier
- 18 The General Historie of Virginia von Smith
- 19 Henry Hudson's Voyages von Purchas
- 20 Les voyages von de Champlain
- 21 Mourt's Relation
- 22 Maryland von Calvert
- 23 The Pequot War von Mason
- 24 Discovery of New Brittaine von Bland
- 25 Discoveries of John Lederer
- 26 A Brief Description of New-York von Daniel Denton
- 27 Journal of a Voyage to New York von Jaspar Dankers und Peter Sluyter
- 28 Voyages of Marquette in The Jesuit Relations, 59 with French and English Text von Jacques Marquette
- 29 King Philip’s War narratives
- 30 A Description of Louisiana von Hennepin
- 31 The last voyage perform'd by de la Sale von Joutel
- 32 Good Order Established von Budd
- 33 Journal von Fallows
- 34 The Redeemed Captive Returning to Zion von Williams
- 35 New Voyage to Carolina von Lawson
- 36 Voyage to North America Vol. I and II von de Charlevoix
- 37 The Proceedings in Georgia Vol. I and II von Stephens
- 38 A Natural and Civil History of California Vol. I and II von Venegas
- 39 A History of New Sweden von Acrelius
- 40 The Russian Discoveries between Asia and America von Coxe
- 41 Pensilvania and Canada. John Bartram
- 42 The Journal of Major George Washington
- 43 Travels and adventures in Canada. Alexander Henry
- 44 Journals of Major Robert Rogers
- 45 Expedition against the Ohio Indians. William Smith
- 46 Journal of Captain Thomas Morris
- 47 Journal of Captain Cook's last voyage to the Pacific Ocean
- 48 Memoir, from English's Conquest of the country von George Rogers Clark
- 49 La vida de Junípero Serra von Palou
- 50 The Discovery and Settlement of Kentucke von Filson
- 51 An Explanation of the Map of Federal Lands von Cutler
- 52 Voyages from Montreal von Mackenzie
- 53 Indian captivity von Oliver M. Spencer
- 54 History of the Late War in the Western Country von Mcafee
- 55 Georgia Speculation Unveiled von Bishop
- 56 The Expedition of Lewis and Clark von Meriwether Lewis (2 Bände)
- 57 Sources of the Mississippi and the Western Louisiana Territory von Zebulon Montgomery Pike
- 58 Adventures of the First Settlers on the Columbia River von Alexander Ross
- 59 Travels in the Interior of America von John Bradbury
- 60 Views of Louisiana von Henry Marie Brackenridge
- 61 The Navigator von Zadok Cramer
- 62 Notes on a Journey in America von Morris Birkbeck
- 63 A Journal of Travels Into the Arkansa Territory von Nuttall
- 64 Letters from the West von Wright
- 65 Account of an Expedition from Pittsburgh to the Rocky Mountains Vol. I and II von Edwin James, Stephen Harriman Long
- 66 Travels Through the Northwest Regions of the United States von Schoolcraft
- 67 Personal Narrative von Pattie
- 68 New Homes in the West von Catherine Stewart
- 69 Adventures von Leonard
- 70 A Visit to Texas. Anonymous
- 71 Commerce of the Prairies Vol. II von Gregg
- 72 Oregon von Wyeth
- 73 Two Years in the New Settlements of Ohio von D. Griffiths, Jr.
- 74 The Bark Covered House von Nowlin
- 75 A Winter in the West. By a New-Yorker (2 Bände) von Charles Fenno Hoffman
- 76 The Southwest Vol. I and II von Joseph Holt Ingraham
- 77 The War in Florida: Being An exposition of its Causes, and An Accurate History of the Campaigns of Generals Clinch, Gaines and Scott von Woodburne Potter
- 78 Across the Prairies Vol. I and II von Kendall.
- 79 Report of the Exploring Expedition to the Rocky Mountains von John Charles Fremont
- 80 Missionary Tour von Scott
- 81 Eight Months in Illinois von William Oliver
- 82 Across the Rocky Mountains von Johnson and Winter
- 83 Journal of Travels von Palmer
- 84 History of the Donner Party von Charles Fayette McGlashan
- 85 A Campaign in New Mexico von Edwards
- 86 Six months in the gold mines : from a journal of three years' residence in Upper and Lower California, 1847-8-9 von E. Gould Buffum
- 87 Overland Route to California von Aldrich
- 88 Expedition to the Great Salt Lake von Stansbury
- 89 Life on the plains and among the diggings von Alonzo Delano
- 90 Death Valley in '49 von William Lewis Manly
- 91 Went to Kansas von Miriam Davis Colt
- 92 An overland journey, from New York to San Francisco, in the summer of 1859 von Horace Greeley
- 93 Travel and Adventures in the Territory of Alaska von Frederick Whymper
- 94 Across the Continent von Samuel Bowels
- 95 The Vigilantes of Montana von Dimsdale
- 96 Cattle Trade von McCoy
- 97 The Union Pacific von Dodge
- 98 Campaigning with Crook, and stories of army life von Charles King
- 99 Ranch Life and the Hunting-Trail. [Illustrated by Frederic Remington] von Theodore Roosevelt (1858–1919)
- 100 The Significance of the Frontier in American History von Frederick J. Turner
- 101 (s. Lit.)